# Жерновецкое сельское поселение
Жерновецкое се́льское поселе́ние — муниципальное образование в Троснянском районе Орловской области Российской Федерации.
Административный центр — деревня Нижнее Муханово.

## История
Статус и границы сельского поселения установлены Законом Орловской области от 19 ноября 2004 года № 444-ОЗ «О статусе, границах и административных центрах муниципальных образований на территории Троснянского района Орловской области».

## Население
| 2010 | 2012  | 2013  | 2014  | 2015  | 2016 | 2017 |
| ---- | ----- | ----- | ----- | ----- | ---- | ---- |
| 1099 | ↘1071 | ↘1061 | ↘1026 | ↘1001 | ↘985 | ↘961 |
| 2018 | 2019  | 2020  | 2021  | 2023  |      |      |
| ↘958 | ↗960  | ↘929  | ↘850  | ↘826  |      |      |

## Состав сельского поселения
| №  | Населённый пункт | Тип населённого пункта          | Население |
| -- | ---------------- | ------------------------------- | --------- |
| 1  | Антоновка        | деревня                         | ↘98       |
| 2  | Жерновец         | село                            | ↗148      |
| 3  | Жизло-Павлово    | деревня                         | ↘61       |
| 4  | Козловка         | деревня                         | 56        |
| 5  | Ладыжино         | деревня                         | 16        |
| 6  | Нижнее Муханово  | деревня, административный центр | ↗570      |
| 7  | Нижняя Слободка  | деревня                         | 21        |
| 8  | Свобода          | посёлок                         | 24        |
| 9  | Тугарино         | деревня                         | 13        |
| 10 | Чернодье         | деревня                         | 92        |